# 스타로프라멘
스타로프라멘 양조장(체코어: Pivovary Staropramen)은 체코의 맥주 양조장으로, 체코에서 2번째로 크다. 1869년에 설립되었으며, "오래된 샘"을 의미하는 스타로프라멘이라는 브랜드 이름은 1911년에 등록되었다. 현재는 몰슨 쿠어스가 소유하고 있다.